# Александер Джику
Александер Квабена Квайду Джику (англ. Alexander Kwabena Baidoo Djiku; нар. 9 серпня 1994, Монпельє, Франція) — французький та ганський футболіст, захисник турецького клубу «Фенербахче» та збірної Гани.

## Клубна кар'єра
Вихованець клубу «Бастія». 18 грудня 2013 року в поєдинку Кубка французької ліги проти «Евіана» Александер дебютував за основний склад. 3 грудня 2014 року в матчі проти «Евіана» він дебютував у Лізі 1. 21 грудня 2016 року в поєдинку проти «Марселя» Александер забив свій перший гол за «Бастію». Всього за рідну команду провів 4 сезони, взявши участь у 51 матчі в усіх турнірах і забивши 1 гол.

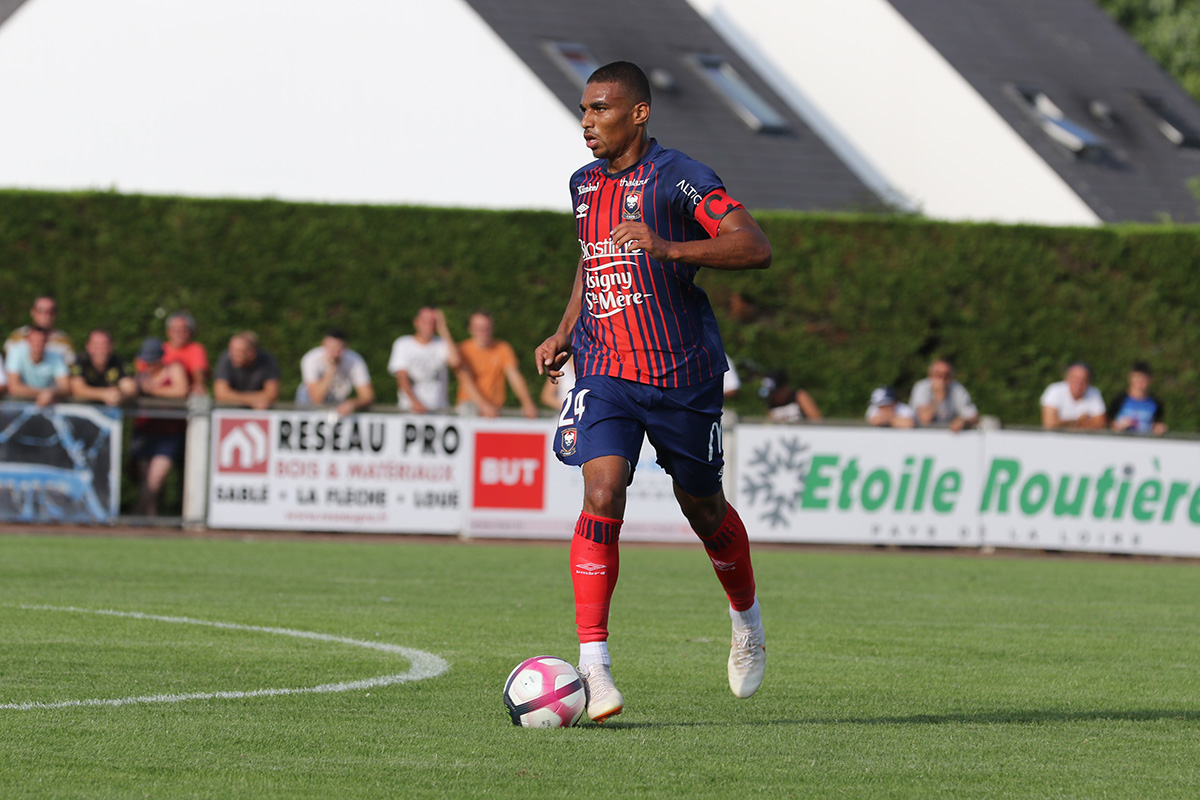
Александер Джику під час виступів за «Кан». 2018 рік.

11 липня 2017 року Джику перейшов у «Кан», підписавши контракт на 4 роки. 5 серпня в матчі проти " Монпельє " він дебютував за новий клуб . 20 квітня 2019 року в поєдинку проти «Ніци» Александер забив свій перший гол за «Кан». Загалом протягом 2 сезонів ганець був основним гравцем, зігравши 59 ігор чемпіонату, але 2019 року команда посіла передостаннє 19 місце і вилетіла з Ліги 1.
5 липня 2019 року Джику перейшов до «Страсбуру». Сума трансферу склала 4,5 млн євро. 11 серпня в матчі проти «Меца» він дебютував за новий клуб. 9 лютого 2020 року в поєдинку проти «Реймса» Александер забив свій перший гол за «Страсбур».

## Міжнародна кар'єра
Оскільки його батько — ганець, а мати — француженка, Джику мав право обирати за яку збірну виступати. 9 жовтня 2020 року в товариському матчі проти збірної Малі Джику дебютував за збірну Гани.
У складі збірної був учасником Кубка африканських націй 2021 року в Камеруні, забивши гол у матчі проти Коморських Островів, але команда програла 2:3 і сенсаційно не вийшла з групи.